# ケイビラン
ケイビラン（鶏尾蘭、学名：Comospermum yedoense (Maxim. ex Franch. et Sav.) Rausch.）は、キジカクシ科スズラン亜科ケイビラン属に分類される多年生の1種。クロンキスト体系と新エングラー体系では、ユリ科に分類されていた。古くから知られていた植物で、カール・ヨハン・マキシモヴィッチは江戸で得た栽培品種を研究して、Anthericum yedoensis Maxim.と命名した。のちに松村任三は、ブルビネラ属（Bulbinella）のものと考えたが、牧野富太郎は詳しく研究して、1908年に新属（ケイビラン属、Alectorurus）の種であるとした。この属名は、雄鶏を意味する。種小名（yedoense）は、はじめ江戸で得た栽培品に命名したことによる。和名は葉の形状が雄鶏の尾の羽根に似ていることに由来する。別名が、ヤクシマケイビラン。本属は本種の1種のみ。

## 特徴
草丈は高さ20-40 cm。根生葉は左右扁平で2列互生し、鎌状線形で長さ10-40 cm、幅10-25 mm、やや鎌形に曲がり先はしだいにとがり、基部に関節線がある。花茎には狭い翼がある。まばらな円錐花序に白色-薄紫色で長さ5 mmの花をつける。花柄に関節がある。花は単性で、雌雄異株。花被片は6個、鐘形で平開せず下向きにつく。雄花の花被片は長楕円形で、雄蕊6個は長く突き出て、退化した子房がある。雌花の花被片は卵状楕円形、大きな子房と短い雄蕊があり、子房は上位で3室、各室に2個の胚珠がある。蒴果は球形で、直径3-4 mm、胞背裂開する。種子は長楕円形で長さ2-3 mm、基部に白色の長毛がある。花期は7-8月。

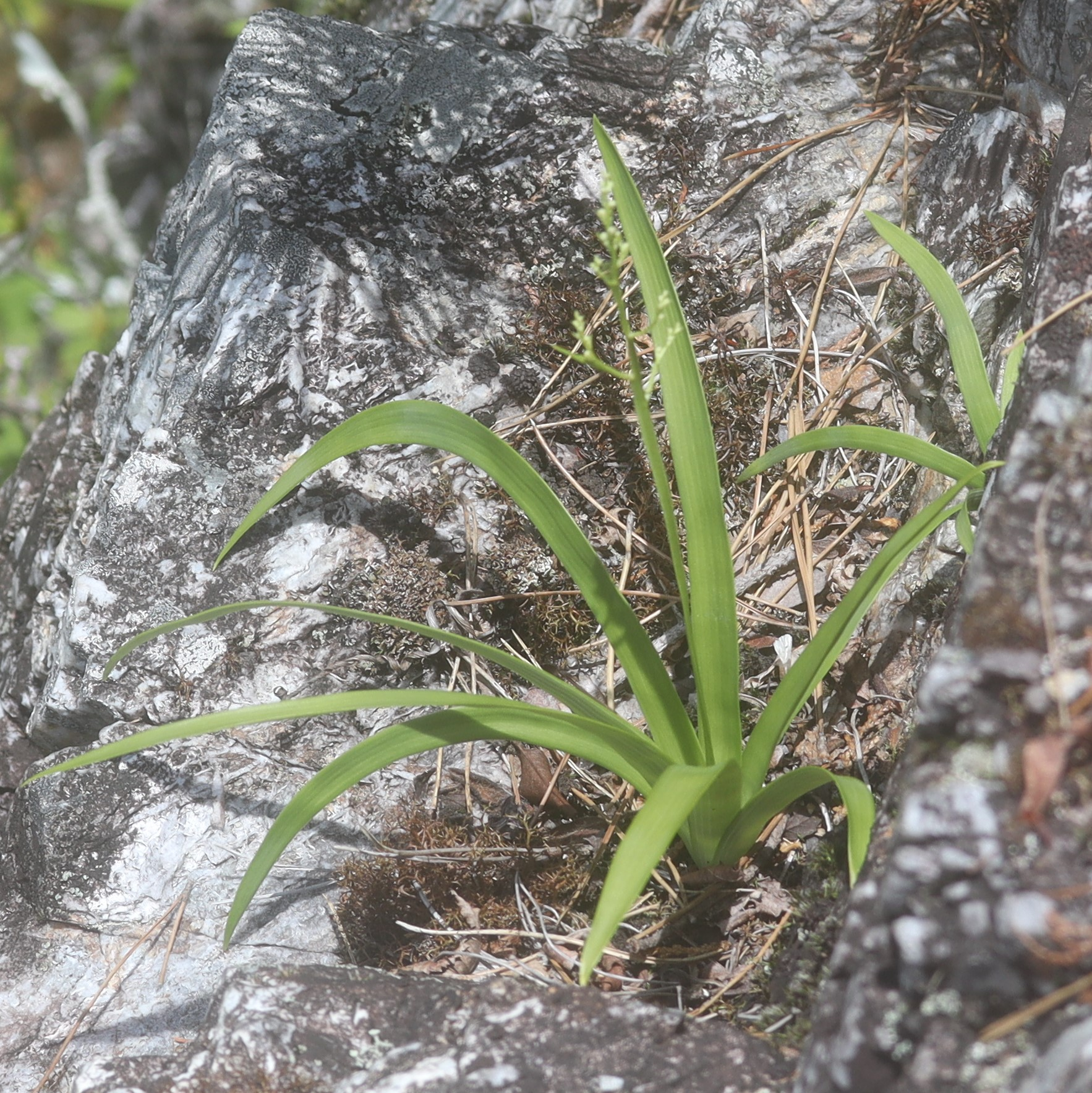
葉は鎌状線形で、形状が雄鶏の尾の羽根に似ている
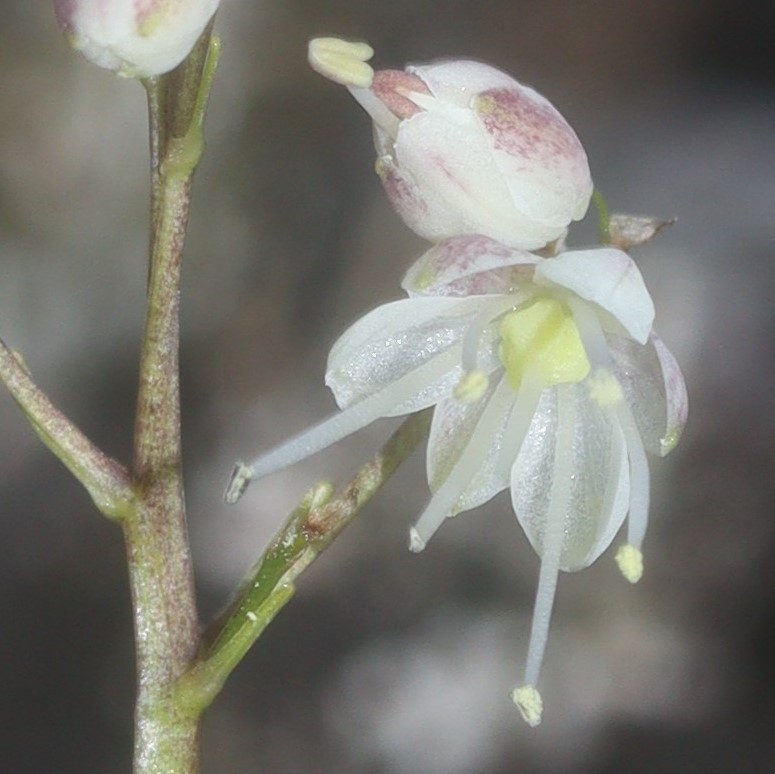
雄花の花被片は長楕円形で、雄蕊6個は長く突き出る
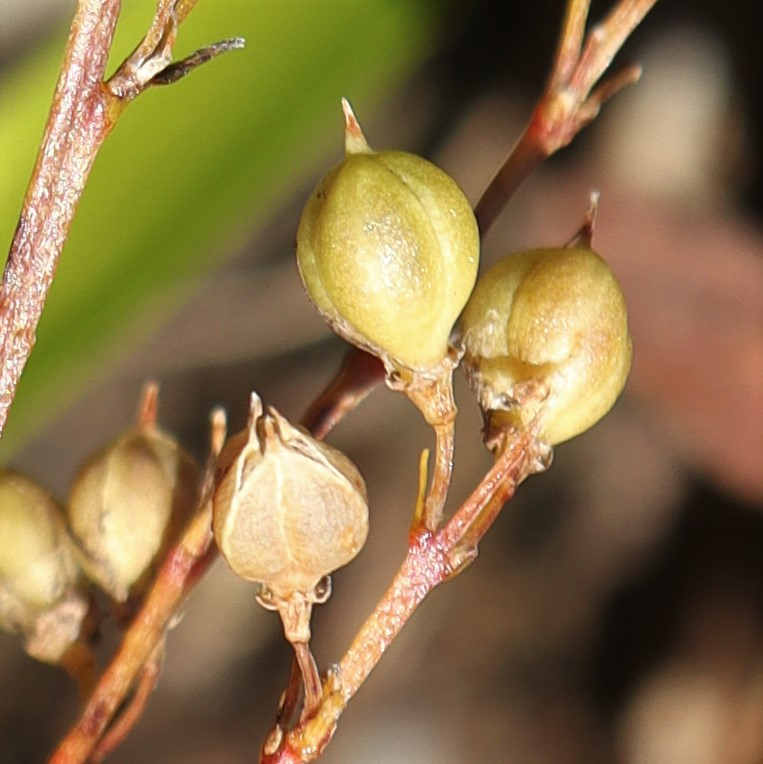
蒴果は球形

## 分布と生育環境

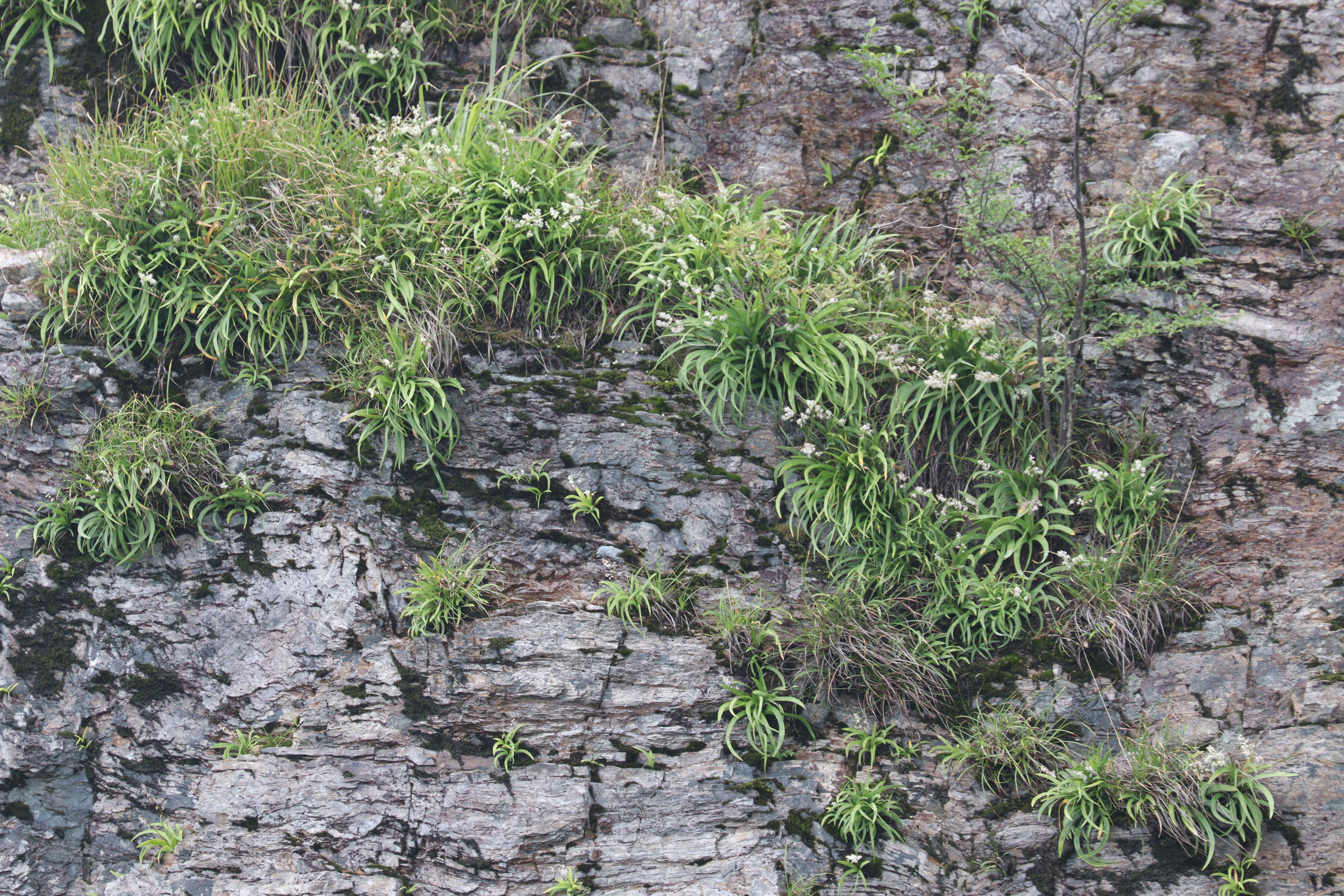
山地の絶壁の岩の隙間に張り付いて生育するケイビラン

日本の固有種で本州（紀伊半島）、四国、九州にまれに分布する。屋久島が分布域の南限。九州や四国に多いが、紀伊半島の三重県の七洞岳などでも観察できる。香川県小豆島でも見られる。ソハヤキ要素植物のひとつとされている。
山地の岩や崖に生育する。湿った岩の上や割れ目に自生し、絶壁に張り付くことが多い。

## 種の保全状況評価
日本では環境省による国レベルでのレッドリストの指定を受けていないが、以下の都道府県でレッドリストの指定を受けている。阿蘇くじゅう国立公園、祖母傾国定公園で指定植物の一つに選定されていて、保護対象とされている。
- 準絶滅危惧（NT） - 三重県[12]、香川県[9]、長崎県[13]、大分県[10]
- 希少種 - 奈良県[14]